# Sarah McTernan
Sarah McTernan (nascida em 11 de março de 1994) é uma cantora e compositora irlandesa de Scarriff , County Clare.  Ela é conhecida por conquistar o terceiro lugar na quarta temporada de The Voice of Ireland em abril de 2015.  Ela representará a Irlanda no Festival Eurovisão da Canção 2019 com a música " 22 ".

## Vida precoce e pessoal
Sarah é filha única.  Depois de se formar em 2011, ela fez um curso de pré-graduação em Ennis, County Clare.  Ela então passou a estudar tecnologia musical no Limerick Institute of Technology por vários meses.  Ela sempre dizia: "Minha carreira será ajudar pessoas ou música".  Sarah deu um tempo na educação e continuou a trabalhar como funcionária de retalho na «Primark.  Em setembro de 2014, Sarah se matriculou na Universidade de Limerick para estudar Voz e Dança, mas teve que adiar até setembro de 2015.  Ela toca violão, piano e apito de lata.

## Carreira musical

### The JEDS
Em novembro de 2014, depois de passar pelas audições cegas no The Voice of Ireland sem nunca fazer nenhum show, Sarah montou uma banda para ganhar experiência com a performance.  A banda de quatro partes foi composta pelo guitarrista Dwayne Mann, o baterista John Moroney, o baixista Declan Larkin e Sarah nos vocais.

### The Voice of Ireland
McTernan entrou na The Voice of Ireland em 2015.  Em sua audição cega, ela cantou "Who You Are", para a qual todos os quatro juízes viraram suas cadeiras.  Ela então escolheu ir para a estrela do S Club 7, a equipe de Rachel Stevens.  O vídeo de audição de Sarah continua sendo o vídeo mais visto da série, com mais de 90.100 acessos.  Para o show "The Battle", ela competiu contra Tara Gannon Carr.  Eles realizaram "Changing" pela Sigma, com Paloma Faith.  Stevens decidiu mandar Sarah para os Live Knockouts.  Sarah cantou "Ghost", de Ella Henderson, e enfrentou Paul Taylor e Cian O Meila.  Stevens decidiu enviar Sarah para os shows ao vivo enquanto Paul e Cian foram mandados para casa.
No primeiro show ao vivo, Sarah cantou "What I Did For Love", de David Guetta, com Emeli Sande .
Sarah ficou em terceiro, perdendo para Emma Humber em segundo lugar e Patrick James em primeiro.

### Festival Eurovisão da Canção 2019
Em 8 de março de 2019, McTernan foi anunciado pela RTÉ como o representante irlandês para o Eurovision Song Contest 2019 em Tel Aviv , Israel .  Ela fará a música "22" na segunda semifinal.